# Нидерштеттен
Нидерштеттен (нем. Niederstetten) — город в Германии, в земле Баден-Вюртемберг. 
Подчинён административному округу Штутгарт. Входит в состав района Майн-Таубер.  Население составляет 5222 человека (на 31 декабря 2010 года). Занимает площадь 104,06 км². Официальный код  —  08 1 28 082.

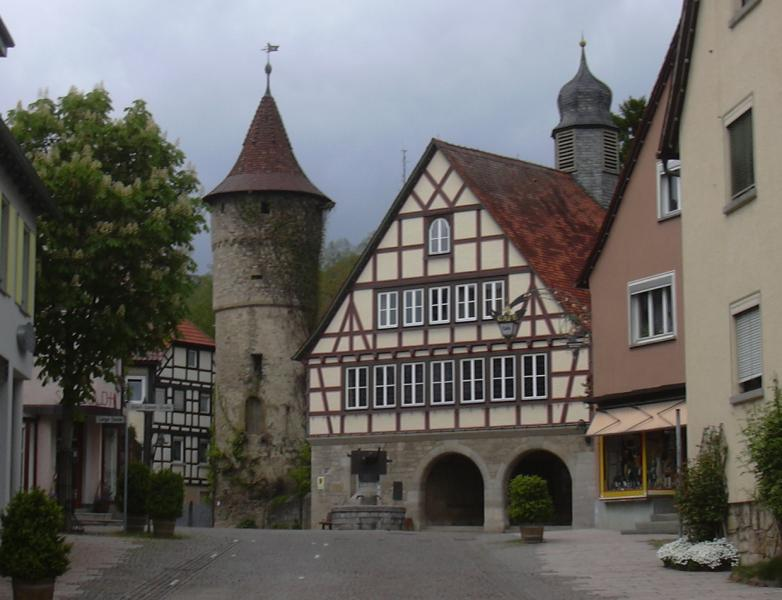
Ратуша